# 安妮卡·瓦尔特
安妮卡·瓦尔特（德語：Annika Walter，1975年2月5日—），德国前女子跳水运动员。她曾代表德国参加1996年夏季奥林匹克运动会跳水比赛，获得女子10米跳台银牌。